# Borowa (obwód wołyński)
Borowa (ukr. Борове́) – wieś na Ukrainie w rejonie kowelskim, w obwodzie wołyńskim. W II Rzeczypospolitej miejscowość wchodziła w skład gminy wiejskiej Huszcza w powiecie lubomelskim województwa wołyńskiego.
Do 2020 w rejonie lubomelskim.